# Наттер, Дональд Грант
Дональд Грант Наттер (англ. Donald Grant Nutter; 28 ноября 1915, Fox Lake, Монтана — 5 января 1962 или 25 января 1962, Вулф-Крик, Монтана) — американский политик, республиканец. Ветеран Второй Мировой войны, Кавалер Креста лётных заслуг . Член сената штата Монтана, председатель Республиканской партии штата до того, как в 1960 году был избран 15-м губернатором Монтаны. После года пребывания на этом посту Наттер погиб в авиакатастрофе во время снежной бури в январе 1962 года.

## Биография

### Ранние годы
Дональд Наттер родился 28 ноября 1915 года в Ламберте, штат Монтана. Он был вторым из трех сыновей Чесли Э. Наттера и Энн Грант (Вуд) Наттер. В 1918 году семья переехала в город Сидни.
В течение двух лет он учился в научной школе штата Северная Дакота в Уопетоне, а затем в 1935 году перевелся в Университет Монтаны в Мизуле. После того, как заболел его отец, он вынужден бросить учебу и вернуться в Сидни, где в 1937 году поступил на государственную службу в качестве заместителя секретаря окружного суда округа Ричленд. Наттер занимал эту должность в течение года, затем еще год проработал заместителем шерифа того же округа.

### Семья и дети
Наттер познакомился со своей женой Максин Троттер в кафе-мороженом, где она работала вместе со своими родителями. Они поженились в Льюистауне 16 апреля 1938 года, и у них родился сын Джон.

### Карьера
После свадьбы Наттер занялся производством сельскохозяйственного оборудования в Сидни. Дела у него пошли хорошо, и он перевез свою молодую семью в Гласгоу, где в течение двух лет руководил компанией по продаже сельскохозяйственного оборудования.
С началом Второй мировой войны Дональд Наттер поступил на службу в ВВС США. В качестве пилота бомбардировщика B-24 он совершил 62 боевых вылета, налетав более 500 часов. Он провел 13 месяцев на Китайско-Бирманско-Индийском театре военных действий и был уволен в отставку в звании капитана после 39 месяцев службы.
Дональд Наттер вернулся в Восточную Монтану и открыл собственное представительство по продаже сельскохозяйственной техники в Сидни. В 1948 году он начал работать над получением степени юриста. В 1950 году Наттер был избран в Сенат штата Монтана, от избирательного округа Восточной Монтаны, одновременно посещая юридическую школу в Западной Монтане. В 1954 году он был принят в коллегию адвокатов Монтаны и переизбран в сенат штата. За время работы в государственной палате его позиция изменилась: "осторожный реакционер превратился в добросовестного, склонного к сотрудничеству либерала, у которого множество друзей и сторонников по всему штату".
После поражения на выборах на третий срок в сенате штата,  Дональд Наттер был избран председателем Центрального комитета республиканской партии Монтаны с 1958 по 1960 год. Он выдвинул свою кандидатуру на пост губернатора штата от республиканской партии и был избран в ноябре 1960 года. Во время его пребывания на этом посту были сокращены государственные расходы и стимулировались новые промышленные разработки.

## Смерть и наследие
Ночью 25 января 1962 года Наттер направлялся на выступление в город Кат-Бэнк, когда поезд самолет C-47, пассажиром которого он был, потерпел крушение. Ветер, скорость которого превышала 100 миль в час, оторвал одно из крыльев самолета, в результате чего он упал в каньон Вулф-Крик к северу от города Хелена. В авиакатастрофе также погибли Деннис Гордон, его исполнительный секретарь, Эдвард Рен, комиссар по сельскому хозяйству, и трое военнослужащих Национальной гвардии Монтаны: майор Дж. Клиффорд Хэнсон, майор Джозеф Дивайн и старший сержант Чарльз Баллард.
Гроб с телом Дональда Наттера был выставлен для прощания в здании Капитолия штата Монтана, рядом с гробами Рена и Гордона, с почетным караулом из двух  членов национальной гвардии штата Монтана. После чего Наттера похоронили на городском кладбище Сидни, штат Монтана.
В других районах города Сидни память о Наттере увековечена памятником в Мемориальном парке ветеранов и зданием Дональда Г. Наттера, в котором находится автомобильная инспекция округа Ричленд и служба пробации и условно-досрочного освобождения. В Капитолии штата Монтана в Хелене у южного входа в здание правительства установлена бронзовая мемориальная доска в память о Наттере и других погибших в авиакатастрофе 1962 года.
Переписка, пресс-релизы и выступления Наттера включены в коллекцию документов губернаторов Монтаны, хранящуюся в архиве Исследовательского центра Исторического общества Монтаны в Хелене, штат Монтана.